# Smâr (délégation)
Pour la ville, voir Smâr.
Smâr est une délégation tunisienne dépendant du gouvernorat de Tataouine.
En 2004, elle compte 13 826 habitants dont 6 436 hommes et 7 390 femmes répartis dans 2 493 ménages et 2 948 logements.